# Даян Морган
Даян Морган (англ. Diane Morgan) — англійська акторка, комік, телеведуча та письменниця. Насамперед відома завдяки ролі Філомени Канк в «Щотижневику Чарлі Брука» та інших мок'юментарі, ролі Ліз у ситкомі «Батьківщина» та ролі Кет у серіалі «По той бік життя». Вона також написала і знялася у комедійному серіалі «Менді».

## Біографія
Морґан народилася 5 жовтня 1975 року у Болтоні, Великий Манчестер. Донька фізіотерапевта та домогосподарки; також має брата. Своє дитинство провела у Фарнворті та Керзлі. Навчалася у Школі імені Джорджа Томлінсона у Керзлі. У двадцятирічному віці навчалася у театральній школі «East 15» в Лоутоні. В одному з інтерв'ю 2020 року вона також сказала таке: «У моїй родині з боку мого батька було декілька акторів: Джулі Ґудєр, Френк Фінлей та Джек Вайлд. Що за династія. Ми як сім'я Редґрейвів. Джулі трохи схожа на Менді, насправді. Можливо, я б могла взяти її на роль мами Менді».

## Кар'єра
Морґан зіграла невелику роль Дон у ситкомі «Ночі Фенікса», перед тим, як протягом деякого часу працювала як помічниця дантиста, спеціалістка по телефонному маркетингу, картоплечистка у закусочній, продавчиня «Avon» та пакувальниця протиглисних засобів на фабриці. Вона невдовзі здійснила свою першу спробу у стендапі. Разом із Джо Вілкінсоном заснувала скетч-комедійний дует під назвою «Two Episodes of Mash». З 2008 року протягом наступних трьох років вони виступали на Фестивалі вуличних театрів в Единбурзі, а 2010 року з'явилися у сатиричному новинному шоу «Роберта Веба». 2012 року дует записав свій другий радіосеріал для BBC (разом із Девідом Догерті) та зіграли у «Live at the Electric».
2012 року Морґан з'явилася у серіалі «Він і вона», де також одну з ролей виконував Вілкінсон, а 2013 року зіграла Ніколу у серіалі «Пет і Кеббедж». 2014 року вона з'явилася у серіалі «Утопія» у ролі Тесс, а 2015 року з'явилася у двох епізодах серіалу «П'яна історія».

### Філомена Канк
Морґан насамперед відома завдяки своїй ролі Філомени Канк, обмеженої недалекої інтерв'юерки та коментаторки поточних подій. Персонаж вперше з'явився у «Щотижневику Чарлі Брука» (2013—2015). З того часу Канк з'явилася у ряді інших мок'юментарі. У грудні 2016 року на каналі BBC Two за участі персонажа вийшло мок'юментарі під назвою «Канк про Різдво». У квітні 2018 року на тому ж телеканалі історичне мок'юментарі на п'ять епізодів — «Канк про Британію». Крім того, Морґан написала книгу «Канк про все. Енциклопедія Філомени», яка вийшла 1 листопада 2018 року у видавництві «Two Roads». У грудні 2019 року Морган зіграла роль Канк у короткому епізоді «Канк та інші люди», який знову ж таки вийшов на телеканалі BBC Two. Вона також повернулася до «Щотижневика Чарлі», щоб зіграти в одному епізоді про пандемію COVID-19 в травні 2020 року. У вересні 2022 року почала трансляцію серія мок'юментарі «Канк про Землю». За її роль в останньому Морґан номінувалася на Премію БАФТА за найкращу комедійну жіночу головну роль.

### Інші ролі
Морґан зіграла роль гуру зв'язків з громадськістю у фільмі «Девід Брент. Життя на дорозі». 2016 року Морґан також зіграла роль Менді у серіалі «Роверс», де з'явилася у шістьох епізодах першого сезону. Крім того, вона грає роль Талії у комедійній драмі «Маунт Плезент» та роль Ліз у ситкомі «Батьківщина».
Морган грає роль Кет у серіалі «По той бік життя», який створив Ріккі Джервейс. Разом із Вілкінсоном з'явилася у ситкомі «Кокфілди», а також у серіалі «Потерті» (2019). 2019 року вона створила короткометражний фільм «Менді», описуючи його такими словами: «комедія Даян Морґан про Менді, жінку яка дужу дуже хоче диван і не зупиниться ні перед чим, щоб його здобути». У короткометражці з'явилася Керол Декар, яка зіграла саму себе. У серпні 2020 року вийшов повноцінний серіал «Менді», де гостьові ролі виконали Шон Райдер, Максін Пік та Наталі Кессіді.Спеціальний різдвяний епізод під назвою «Ми бажаємо вам Мендиного Різдва», що вільно оснований на «Різдвяній пісні в прозі», вийшов у грудні 2021 року.
2020 року Морґан також зіграла роль Джемми Неррік у мок'юментарі «Смерть 2020-му», яку створив Чарлі Брукер та Анабель Джонс. Вона знову зіграла цю роль у «Смерть 2021-му». Вона також озвучила персонажа 105E в анімованому серіалі «Елліотт з Землі».
У квітні 2022 року Морган зіграла роль Донни у першому епізоді сьомого сезону серіалу «У дев'ятому номері». 2022 року знову зіграла роль Ліз для різдвяного випуску «Батьківщини».

## Особисте життя
Морґан живе в Блумзбері, одному з районів Лондона, разом зі своїм партнером Беном Кауделом, що працює як комедійний продюсер для BBC.